# Prymat Świętego Piotra

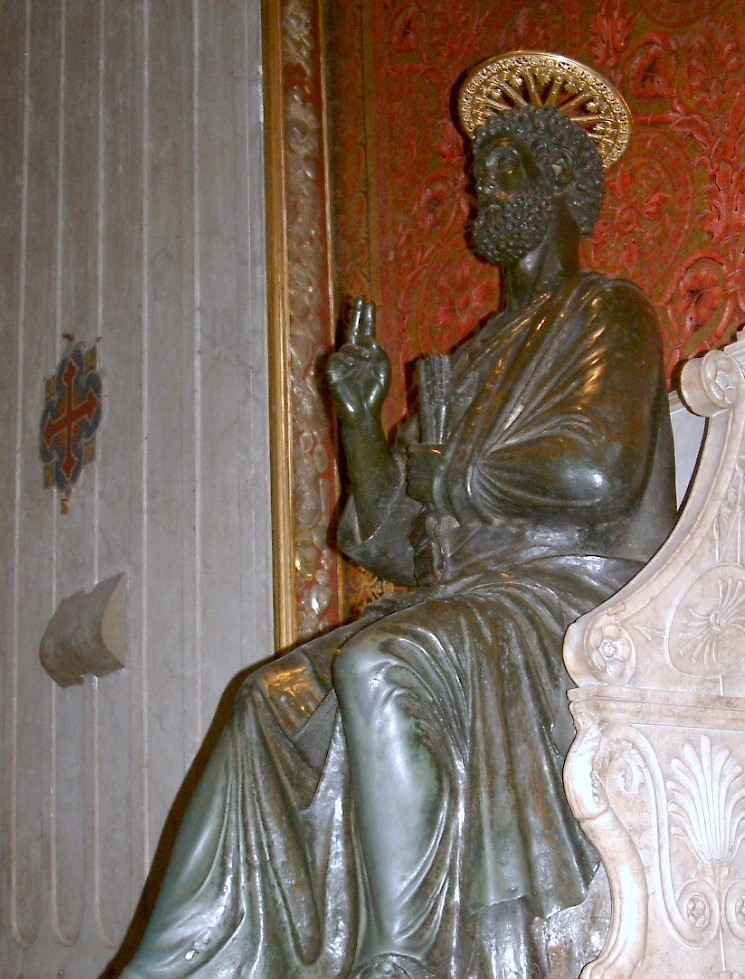
Rzeźba św. Piotra z bazyliki na Watykanie

Prymat Świętego Piotra („Prymat Piotrowy”) – doktryna katolicka o pierwszeństwie biskupa Rzymu w przewodzeniu Kościołowi i w strzeżeniu depozytu nauki wiary i moralności jako następcy św. Piotra Apostoła. Doktryna ta jest elementem strukturalnym Kościoła w rozumieniu katolickim.

## Historia

### Nowy Testament
Dla doktryny o Prymacie Piotrowym zasadnicze znaczenie ma dialog Piotra Apostoła z Jezusem w Cezarei Filipowej (Mt 16,13-20), gdzie Jezus mówi do Szymona, iż jest Piotrem (imię to ma źródło w greckim słowie „petros”, czyli kamień) i bezpośrednio po tym mówi: „na tej Skale zbuduję Kościół mój”. Oba te elementy zdania są połączone greckim słowem kai, które jest stosowane w sytuacjach, gdy istnieje pewien związek przyczynowy pomiędzy łączonymi nim zdarzeniami. W dalszej części owego dialogu Jezus mówi do Piotra, że przekaże mu klucze Królestwa Niebieskiego i daje mu prawo do związywania i rozwiązywania czegokolwiek. Jednakże to prawo przyznaje później także wszystkim swoim uczniom (Mt 18, 18). „Wiązanie i rozwiązywanie” w katolickiej doktrynie oznacza władzę odpuszczania grzechów, ogłaszania orzeczeń doktrynalnych i podejmowania decyzji dyscyplinarnych w Kościele. W protestanckich słownikach biblijnych jest napisane, że „wiązać i rozwiązywać” oznacza: a) zgodnie z żydowską tradycją rabinacką: decydować, co jest zabronione, a co dozwolone lub b) zgodnie z rozumieniem wczesnych Ojców Kościoła: nakładać lub zdejmować ekskomunikę. Do ważniejszych tekstów mówiących o pierwszeństwie św. Piotra należy zaliczyć jego rozmowę z Jezusem Zmartwychwstałym nad Jeziorem Galilejskim (J 21,15-19), kiedy to, według katolików, Piotr otrzymał władzę pasterską nad całym Kościołem: „Paś owce moje” (J 21,17), także fragment Ewangelii św. Łukasza, w którym Jezus powiedział Piotrowi, że modlił się za niego, aby nie ustała jego wiara, oraz powierzył mu utwierdzanie braci w wierze (Łk 22, 32).
Szczególną rolę św. Piotra widać także w innych fragmentach Nowego Testamentu. Piotr wielokrotnie występował w imieniu wszystkich apostołów i zabierał głos jako jedyny spośród otaczających Jezusa (Mt 15, 15; Mt 16, 16; Mt 18, 21; Mt 19, 27; Mk 8, 29; Łk 8, 45; Łk 9, 20; Łk 9, 33; Łk 12, 41; J 6, 68–69; Dz 15, 7). Biblia nazywa Piotra pierwszym (Mt 10, 2) i gdy wymienia uczniów Chrystusa, to w pierwszej kolejności mówi o Piotrze (Mt 17, 1; Mt 26, 37; Mk 3, 16; Mk 5, 37; Mk 9, 2; Łk 6, 14; J 21, 2; Dz 1, 13). Pismo Święte wyróżnia Piotra spośród innych uczniów Jezusa i apostołów: „Piotr razem z Jedenastoma” (Dz 2, 14), „Odpowiedział Piotr i apostołowie” (Dz 5, 29), „Zapytali Piotra i pozostałych apostołów” (Dz 2, 37), „Powiedzcie Jego uczniom i Piotrowi” (Mk 16, 7), „Apostołowie oraz bracia Pańscy i Kefas” (1 Kor 9, 5), „Pospieszył za Nim Szymon z towarzyszami” (Mk 1, 36), „Piotr i towarzysze” (Łk 9, 32), „Piotr w obecności (...) 120 osób” (Dz 1, 15), „Apostołowie i starsi (...) przemówił do nich Piotr” (Dz 15, 6–7).
Dzieje Apostolskie ukazują Piotra, który przewodzi Kościołowi. Organizuje wybory na apostoła, na miejsce Judasza (Dz 1,15-26), przemawia do tłumów w dzień Pięćdziesiątnicy (Dz 2, 14; Dz 3, 12), po zesłaniu Ducha Świętego jest pierwszym, który uzdrawia (Dz 3, 6), kieruje pierwszą gminą chrześcijańską (Dz 5, 3) i broni jej przed Sanhedrynem (Dz 4, 8).
Także Św. Paweł, mimo iż krytykuje Piotra za jego niejednoznaczną postawę w sprawie tradycji żydowskiej (Ga 2,11-14), wyróżnia jego rolę jako pierwszego wśród apostołów (1 Kor 15, 1-8; Ga 1, 18; Ga 2, 6-10). Św. Jan Ewangelista podaje, że po Zmartwychwstaniu Jezusa Piotr i „umiłowany uczeń” (najprawdopodobniej Jan) biegli razem do pustego grobu. Jan dobiegłszy pierwszy, poczekał na Piotra, aby ten wszedł pierwszy do grobu. Komentarz Biblii Jerozolimskiej do tego fragmentu stwierdza, że znaczy to, iż uczeń uznaje pierwszeństwo św. Piotra.
Pośrednio na pierwszeństwo św. Piotra wskazuje opowiadanie biblijne o matce synów Zebedeusza, która prosi Jezusa, żeby jej synowie zasiedli po prawej i lewej stronie w Królestwie Niebieskim. Jezus jej odpowiada, że to miejsce przypadnie tym, dla których jest przygotowane (Mt 20,20-23) i wyjaśnia, jak rozumieć pierwszeństwo: „Kto by chciał być pierwszym między wami, niech będzie niewolnikiem waszym, na wzór Syna Człowieczego, który nie przyszedł, aby Mu służono, lecz aby służyć i dać swoje życie na okup za wielu” (Mt 20,27n).

### Pierwsze tysiąclecie chrześcijaństwa
Szczególny status autorytetu św. Piotra potwierdza szacunek jakim darzono pierwszą wspólnotę Kościoła w Rzymie. Ponieważ poniósł on śmierć męczeńską w tym mieście, a również tam zginął św. Paweł, autorytetem zaczęto w Kościele otaczać kolejnych biskupów Wiecznego Miasta, jako następców św. Apostołów Piotra i Pawła, co potwierdzają pisma Ojców Kościoła. O świadomości chrześcijan odnośnie do biskupstwa św. Piotra w Rzymie świadczą słowa św. Augustyna: „Poprzednicy nasi nadali temu ustanowieniu dzisiejszego święta miano Katedry, ponieważ, jak podają, Apostoł Piotr pierwszy tę stolicę biskupią zajmował. Słusznie więc Kościoły tak czczą pochodzenie tej stolicy, która Apostoł objął dla dobra Kościołów”.
Już w pierwszym wieku, w momencie konfliktu we wspólnocie w Koryncie (wspólnota odwołała biskupa) poproszono o rozstrzygnięcie sporu właśnie biskupa Rzymu, którym był w tym czasie Klemens I. Zachowała się jego odpowiedź (jest to jeden z najstarszych tekstów patrystycznych). Oto jej fragment:

Wy przeto, którzy byliście przyczyną buntu, bądźcież posłuszni starszym i przyjmijcie upomnienie do pokuty. Gdyby jednak ktoś z was nie był posłuszny temu, co Chrystus przez nas mówi, to wiedzcież, że popadniecie w niemałe grzechy i niebezpieczeństwo. (...) Zgotujecie nam wielką radość, gdy się dowiemy, że jesteście posłuszni w tych rzeczach, o których wam pisaliśmy przez Ducha Świętego.

Ks. Cathrein SI komentuje tę wypowiedź następująco:

Klemens więc uważał się oczywiście za ustanowionego przez Boga przełożonego chrześcijan korynckich, jakkolwiek nie był ich bezpośrednim biskupem. Wymaga od nich posłuszeństwa, gdyż Chrystus przez niego przemawia. Tak przemawia papież, naczelny zwierzchnik biskupów.

Św. Ignacy Antiocheński (ok. 30–107) nazywał rzymski kościół „przewodzącym w miłości”.

W ok. 160 r. powstała gnostycka Apokalipsa Piotra przyznająca św. Piotrowi pierwszeństwo we wspólnocie Apostołów: 

Ty zaś, Piotrze, stań się doskonałym razem ze mną ze względu na twe imię, gdyż to Ja cię wybrałem. Przez ciebie stworzyłem początek dla pozostałych, których zaprosiłem do wiedzy, aby [byli mocni].

Św. Ireneusz biskup Lyonu, ok. 180 roku napisał o naczelnym zwierzchnictwie rzymskiego kościoła: „Z tym bowiem kościołem dla jego naczelnego zwierzchnictwa musi się zgadzać każdy kościół, tj. wszyscy zewsząd wierni”.
Papież Wiktor (189–199) odnosi do siebie następujący fragment Ewangelii:

Otóż i Ja tobie powiadam: Ty jesteś Piotr [czyli Skała], i na tej Skale zbuduję Kościół mój, a bramy piekielne go nie przemogą. I tobie dam klucze królestwa niebieskiego; cokolwiek zwiążesz na ziemi, będzie związane w niebie, a co rozwiążesz na ziemi, będzie rozwiązane w niebie.

Św. Klemens Aleksandryjski (150–212) nazwał św. Piotra „szczególnie wybranym i pierwszym z uczniów Chrystusa”.
Papież Kalikst (217-222) ponownie interpretuje sukcesyjnie tekst Mt 16, 18 jako dotyczący nie tylko Piotra, ale też i siebie.
Tertulian (ok. 155–240) napisał: „Kościół (...) rzymski powołuje się na ustanowienie Klemensa przez Piotra”; nazwał następcę Piotra „biskupem biskupów” oraz uważał, że osobiście władzę „wiązania i rozwiązywania” i prymat otrzymał tylko jeden z Apostołów – św. Piotr, który umarł w Rzymie, a prymat, ponieważ musi trwać, trwa w rękach biskupów Rzymu.
Orygenes (ok. 185–254) nazwał Piotra „księciem Apostołów”.
Papież Stefan I (254–257) stwierdził, że dzięki następstwu posiada katedrę Piotra.
Św. Cyprian (ok. 200–258) nazwał rzymski kościół „głównym, z którego jedność kapłańska powstała – matką i korzeniem Kościoła katolickiego”.
W 325 r. odbywa się sobór nicejski, który został zwołany przez cesarza Konstantyna po uprzednim porozumieniu się z papieżem Sylwestrem. VI kanon soboru nicejskiego mówi o szczególnej władzy trzech stolic Kościoła (Rzym, Aleksandria i Antiochia), które są związane z tradycją Piotrową (Piotr działał w Antiochii; natomiast Aleksandria włączona jest w tradycję Piotrową poprzez Marka, ucznia Piotra, który miał działać w tym mieście). John L. McKenzie podał, że sobór odbywał się pod przewodnictwem legatów biskupa rzymskiego.
Męczeńska śmierć 29 z 33 pierwszych papieży jest argumentem na to, że biskup Rzymu był w oczach cesarzy rzymskich głową Kościoła.
Rozstrzygającym konflikt pomiędzy św. Anastazym a jego przeciwnikami w Antiochii był Juliusz I. Papież zwołał synod, na którym uniewinnił św. Anastazego i w 341 roku wystosował list, w którym napisał:

Jeśli w ogóle była jakaś ich wina, należało przeprowadzić sąd według prawa kościelnego, a nie jak to uczyniliście. (...) Czy nie wiecie, że jest zwyczaj, aby najpierw nam napisano, i że stąd rozstrzyga się, co jest słuszne? Zaiste, jeśli jakieś podejrzenie padło na biskupa owego miasta, należało napisać do tutejszego Kościoła.

Synod w Serdice (dzisiejsza Sofia) w latach 343–344 stwierdził:

(...) jeżeli jakiś biskup, który został zdjęty ze swego urzędu decyzją biskupów znajdujących się w sąsiedztwie, oświadczy, że należy mu się nowa instancja dla obrony własnej, nie należy powoływać na opróżniony przez niego tron nowego biskupa, zanim biskup Rzymu, zbadawszy sprawę, wyda orzeczenie.

oraz

Wydaje się rzeczą dobrą i najbardziej wskazaną, aby ze wszystkich prowincji kapłani zwracali się do głowy [Kościoła], to jest stolicy apostoła Piotra.

Po Juliuszu I kolejni papieże sprawowali urząd najwyższego nauczyciela, rozstrzygając autorytatywnie dla całego Kościoła sprawy wiary katolickiej, a jednocześnie podkreślali swą władzę jako następców Piotra. Podczas synodu w Rzymie w 382 roku papież Damazy I ogłosił, że biskup Rzymu ma władzę jurysdykcji nad całym Kościołem. Po tym synodzie papież ogłosił kanony (tzw. Tomus Damasi) dotyczące dogmatu o Trójcy Świętej, które zostały uznane za definicję Wiary. W innym dekrecie tego papieża znajduje się pierwszy oficjalny kanon ksiąg Pisma Świętego, „które powinien przyjąć cały Kościół katolicki”. W kierunku podkreślania swojej władzy jako następców Piotra poszli następcy: Syrycjusz i Innocenty I.
Św. Pacjan z Barcelony (ok. 310-392) powiedział: „Pan powiedział do Piotra, do jednego tylko, aby zbudować jedność tylko na jednym”.
Hilary z Poitiers (ok. 315-367) oraz Dydym Aleksandryjski (ok. 313-398) nazwali Piotra przywódcą Apostołów.
Św. Bazyli Wielki (ok. 330–379) uważał, że biskup Rzymu posiada rozstrzygający głos w sporach dogmatycznych, i stwierdził, że Chrystus Piotra Apostoła naznaczył po sobie pasterzem swego Kościoła.
Św. Jan Chryzostom (ok. 350–407) określił Piotra „fundamentem Kościoła” i „księciem”.
W 385 r. powstały „pierwsze papieskie dekretalia”, czyli odpowiedzi papieża Syrycjusza na pytania hiszpańskiego biskupa Tarragony, Himeriusza (Himeriusz określił kościół rzymski jako głowę ciała Kościoła), które ten ostatni z papieskiego zlecenia musi oznajmić wszystkim biskupom hiszpańskim. Papież w nich napisał:

Niesiemy ciężary wszystkich, którzy są obciążeni; lub raczej niesie je w nas święty Piotr apostoł, który, jak ufamy, we wszystkim ochrania i zachowuje nas, dziedziców jego urzędu.

Afrykański biskup Optat z Mileve (zm. przed 400 r.) podkreślał rolę stolicy rzymskiej, jako jednoczącej wszystkie kościoły; i pisał, że 

w mieście Rzymie Stolica episkopatu została po raz pierwszy powierzona Piotrowi; oraz dodawał: A w tej jedynej Stolicy jedność powinna być zachowana przez wszystkich, żeby jacyś inni apostołowie nie popierali swoich odnośnych stolic; aby jednocześnie był schizmatykiem i grzesznikiem ten, kto jednej Stolicy przeciwstawia jakąś inną. Dlatego tę jedyną Stolicę, która jest pierwszym z przywilejów Kościoła, zajmował najpierw Piotr, po nim nastąpił Linus, a po nim z kolei Klemens (...).

 oraz 

Nie możesz więc zaprzeczyć, iż wiesz, że w mieście Rzymie została powierzona katedra biskupia, najpierw Piotrowi, który tam zasiadł jako głowa wszystkich Apostołów, stąd też został nazwany Opoką.

Św. Ambroży z Mediolanu (339-397) uważał biskupa Rzymu za gwaranta katolickości i powiedział: „Gdzie jest Piotr, tam jest Kościół”.
Ambrozjaster (IV wiek) powiedział, że „Kościół jest domem Boga, którym włada w obecnym czasie [papież] Damazy”.
Św. Epifaniusz (ok. 315–403) powiedział: „Ten jest, który usłyszał: paś owce moje, któremu powierzona jest owczarnia”.
Papież św. Innocenty I (401–417) na synodzie milewitańskim (402 r.) stwierdził, że spada na niego „troska o wszystkie Kościoły (…), według formy tej dawnej reguły, która – o czym wiecie równie dobrze jak ja – jest zachowywana zawsze przez cały świat”, a zatwierdzając uchwały afrykańskich synodów lokalnych w sprawie pelagianizmu, określił się jako Piotr, który rozstrzyga, co jest słuszne, a co nie, i przypominał tradycyjną naukę o prerogatywach Stolicy Piotrowej:

Wierni przykładom starej tradycji (...) zwróciliście się do nas zapytując o zdanie i tym samym umocniliście w słuszny sposób (...) potęgę naszej religii. Potwierdziliście, iż należy się odwołać do naszego sądu, wiedząc, co się należy Stolicy Apostolskiej, wszyscy bowiem, którzy ją zajmują, starają się iść za Apostołem, od którego powstało samo biskupstwo i wszelka jego powaga. Idąc za nim nauczyliście się zarówno potępiać zło, jak i zatwierdzać rzeczy godne pochwały. Pilnując waszego pasterskiego urzędu, sądzicie, że nie należy deptać przepisów Ojców, którzy dzięki zamysłowi Bożemu, nie zaś ludzkiemu, postanowili, aby – o jakąkolwiek by sprawę chodziło, choćby z bardzo odległych prowincji – nie uważano jej za zakończoną, dopóki wiadomość o niej nie dotrze do tej Stolicy, a ona nie potwierdzi całą swoją powagą słusznych wyroków.

Biskupi afrykańscy z wdzięcznością przyjęli zarówno treść, jak i ton rzymskiej odpowiedzi. Św. Augustyn (354-430) też był zadowolony z odpowiedzi, pisząc, że papież „odpowiedział nam odnośnie do wszystkich tych spraw z namaszczeniem i jak przystało biskupowi Stolicy Apostolskiej”. Ów ojciec Kościoła pisał także, że w kościele rzymskim „zawsze kwitł prymat apostolskiej stolicy”, że św. Piotrowi „Pan po swoim zmartwychwstaniu powierzył pasienie swych owiec” oraz podsumował kwestię posłuszeństwa Rzymowi krótkim zdaniem, które stało się powszechnie znanym powiedzeniem: Roma locuta – causa finita (Rzym przemówił, sprawa skończona).
Św. Hieronim (ok. 347-ok. 420) powiadał, że Stolica Piotra jest Opoką Kościoła.
Św. Bonifacy I (418-422) w liście do biskupa greckich Salonik wskazał na nieodwołalny charakter swych decyzji (de nostro non esse iudicio retractandum), od których nie ma już odwołania.
Św. Cyryl Aleksandryjski (378-444) nauczał, że Szymon miał być nazwany Piotrem, ponieważ Jezus Chrystus planował zbudować swój Kościół na nim. Św. Maksym Wyznawca (580-662) twierdził tak samo.
Św. Piotr Chryzolog (ok. 380-450) w liście do Nestoriusza napisał:

Czcigodny Bracie, wzywamy Cię, żebyś w duchu posłuszeństwa słuchał tego wszystkiego, co błogosławiony ojciec miasta Rzymu napisał, bowiem błogosławiony Piotr, który na własnej stolicy żyje i przewodniczy, daje poszukującym prawdziwą wiarę. My bowiem w interesie pokoju i wiary nie możemy bez porozumienia z biskupem Rzymu rozstrzygać spraw wiary.

Św. Wincenty z Lerynu (zm. ok. 450) nazywał biskupa Rzymu „głową świata”.
Św. Leon I Wielki (ok. 395–461) nazywany nieoficjalnym cesarzem zachodniorzymskim, stwierdził, że Chrystus Pan „Piotrowi prymat powierzył” i napisał:

Przez błogosławieństwo Księcia Apostołów, Piotra, święty Kościół rzymski cieszy się zwierzchnictwem nad wszystkimi Kościołami całego okręgu ziemi.

Tłumaczył prawo Rzymu do dominacji na podstawie Ewangelii oraz argumentował on, że wszystko co odnosi się do Piotra Apostoła odnosi się także do papieża, jako jego następcy – tak jak Piotr był pierwszy wśród apostołów, tak papież jest pierwszy pośród biskupów. Za jego pontyfikatu w tłumaczeniu uchwał soboru nicejskiego na łacinę kanon VI opatrzono dopiskiem: O prymacie Kościoła rzymskiego – Kościół rzymski zawsze posiadał prymat. Wschód miał o to pretensję, choć już na soborze powszechnym w Chalcedonie identyczny passus znalazł się w liście dogmatycznym, w jaki papież wyposażył swych legatów. Tym razem na to zdanie biskupi Wschodu zareagowali aklamacją pochwalną, uznając tym samym ten fragment za prawowity i zgodny z tradycją.
Na Soborze Efeskim w 431 r. legat papieski bez żadnego głosu sprzeciwu powiedział:

Nikt nie wątpi, owszem całemu światu jest to dobrze wiadomo, że święty, błogosławiony Piotr, książę i głowa Apostołów, filar wiary i fundament katolickiego Kościoła otrzymał od Pana naszego Zbawiciela i Odkupiciela rodzaju ludzkiego, klucze królestwa niebieskiego, że jemu powierzono władzę odpuszczania lub zatrzymywania grzechów i że on aż do tego czasu i na zawsze żyje i rozstrzyga w swych następcach. Tego Piotra następca i dziedzic, biskup nasz Celestyn, mnie dziś na ten synod przysłał.

Biskupi efescy uzewnętrznili swoją zależność od biskupa Rzymu w podejmowaniu decyzji soborowych, pisząc: „Zmuszeni kanonami i listem naszego najświętszego ojca i współkapłana Celestyna (…)”.
Prosper (ok. 390 – 460) napisał, że Rzym jest „siedzibą Piotra, która stawszy się wobec świata Głową Pasterzy, posiada dzięki religii to, czego nie posiada dzięki sile zbrojnej”.
W 449 r. Teodoret z Cyru pisał o kościele rzymskim następująco:

Ten najświętszy tron ma pierwszeństwo nad kościołami całego świata z wielu przyczyn, przede wszystkim jednak dlatego, że został zachowany od wszelkiej zmazy herezji i nikt, kto myślał coś przeciwnego, nie zasiadał na nim, ale tylko ten, kto zachował nienaruszoną łaskę apostołów.

W 451 r. na soborze chalcedońskim wymieniono patriarchat Rzymu jako pierwszy i zaproponowano Leonowi Wielkiemu tytuł patriarcha universalis. Zgromadzeni biskupi nazwali papieża swą głową, a samych siebie uczniami jego. Po odczytaniu pisma papieskiego (Dogmatyczny List do Flawiana, biskupa Konstantynopola), potępiającego herezję monofizytów, zawołali biskupi: „Piotr przez Leona przemówił!”. Do papieża zaś napisali: „Przez twoich legatów przewodniczyłeś nam, jak głowa członkom ciała”. Papież ten mówił o zwierzchnictwie (principatus) Kościoła rzymskiego nad wszystkimi kościołami.
Papież Gelazjusz I (zm. 496) oświadczył, że każdy kościół partykularny podlega sądowi biskupa Rzymu, a sam biskup Rzymu nie podlega niczyjemu sądowi.
W 517 r. papież św. Hormizdas sformułował wyznanie, które zostało podpisane przez prawie wszystkich biskupów wschodnich, cesarza Justyniana, patriarchów Konstantynopola i uczestników soboru konstantynopolitańskiego IV. W jego treści były zawarte te słowa:

Pierwszym warunkiem zbawienia jest przestrzeganie zasady prawdziwej wiary i nieodstępowanie żadną miarą od zarządzeń Ojców. A ponieważ nie można pominąć postanowienia Pana naszego Jezusa Chrystusa, który mówi: “Ty jesteś Opoką i na tej opoce zbuduję mój Kościół” [Mt 16, 18] i słowa te znajdują potwierdzenie w faktach, gdyż wiara katolicka zawsze była zachowana nieskalana na Stolicy Apostolskiej; przeto nie chcąc odłączyć się od tej wiary i nadziei oraz idąc za rozporządzeniami Ojców, potępiamy wszystkie herezje.

Cesarz Justynian I Wielki (483-566) ogłosił, że biskup Rzymu to „pierwszy wśród wszystkich kapłanów”, a kościół rzymski – „głową wszystkich Kościołów”. W tzw. „Novellach” Justyniana, gdy jest mowa o Pentarchii, kościół rzymski zawsze występuje na jej czele, a jego biskupa określa się mianem „pierwszego ze wszystkich kapłanów”.
Św. Grzegorz I Wielki (590-604) był zdania, że biskup rzymski jest głównym oparciem dla czystej wiary (caput fidei). Razem z innymi papieżami na przełomie VI i VII wieku sprzeciwiał się przyjęciu przez patriarchę Konstantynopola tytułu „ekumeniczny” (z gr. οἰκουμενικός – powszechny). Papież Grzegorz Wielki sam zrzekł się tytułu „Ojciec powszechny” (łac. universalis papa) i nazwał siebie „Sługą sług Bożych” (łac. servus servorum dei).
Św. Maksym Wyznawca (ok. 580-662) nazywał Rzym „głową i metropolią Kościołów, największym Kościołem apostolskim, który ma klucze wiary i ortodoksyjnego wyznania”. Przyjaciel Maksyma, żyjący w tym samym czasie, nazwał prześladowanego papieża Marcina I „najświętszym Ojcem”, następcą Piotra, koryfeuszem Apostołów, „księciem apostołów i powszechnym papieżem apostolskim”.
W 680/681 r. ojcowie soboru konstantynopolitańskiego III przyjęli list papieża Agatona jako „napisany z Boskich najwyższych wyżyn apostołów” i napisali:

Najwyższy Książę Apostołów spierał się z nami; jego naśladowca i następca na tronie jest po naszej stronie i liście wyjaśnił nam misterium Boskiego Wcielenia. Starożytne miasto Rzym ofiarowało nam napisane przez Boga wyznanie i sprawiło, że z Zachodu nadszedł dla nas dzień dogmatu. Wydawało się, że to papier i atrament, a to Piotr przemówił przez Agatona.

oraz

Zdajemy się na ciebie (…), który sprawujesz pierwszy urząd w Kościele powszechnym; do ciebie, który trwasz na niewzruszonej skale wiary.

W 692 r. na nieuznanym przez Zachód soborze in Trullo ustalono, że biskup Rzymu jest jedynie jednym z patriarchów starożytnego Kościoła katolickiego, posiadającym poza godnością primus inter pares te same prawa, co pozostali patriarchowie Pentarchii, i pod względem prawnym podlega władzy cesarza bizantyjskiego. Na tym soborze cesarz wschodniorzymski uznał papieża za „przeklętego heretyka”.
W 787 r. cesarzowa Irena napisała do papieża Hadriana list z prośbą o przywrócenie legalności kultu obrazów, w którym to liście przyznaje, że patriarchat Konstantynopola zbłądził, a biskupowi Rzymu przypada „kapłaństwo główne”, bowiem jest on „najświętszą głową” przewodzącą na stolicy Piotra.
W dokumentach soboru nicejskiego II (787 r.) biskupi Rzymu są wymienieni na samym początku dokumentów, podpisują je pierwsi, a Kościół rzymski określono jako Kościół Apostoła Piotra. Mnisi z kościołów wschodnich piszą list do patriarchy Tarazjusza z prośbą o to, aby na siódmym soborze powszechnym było tak samo jak na szóstym soborze powszechnym, gdzie „najświętszy i apostolski papież Rzymu wyrazi poparcie i będzie obecny przez swoich reprezentantów”. W uznanych przez Kościół wschodni aktach tegoż VII soboru powszechnego znalazło się stwierdzenie, że Rzym jest „głową wszystkich Kościołów Bożych”.
Teodor Studyta (około 800 roku) napisał, że według Mt 18, 18 kościelny autorytet stanowią „apostołowie i ich następcy”:

A kimże są ich następcy? – ten, kto zasiada na rzymskiej stolicy i jest pierwszy; ten, kto zasiada na stolicy Konstantynopola i jest drugi; a po nich ci, którzy zasiadają na stolicach Aleksandrii, Antiochii i Jerozolimy. Jest to pięcioczłonowy autorytet Kościoła. Do nich należy rozstrzyganie o Boskich naukach. Cesarz i władza świecka mają obowiązek dopomagania im i potwierdzania tego, co oni postanowili.

Eskalacja konfliktu z soboru in Trullo doprowadziła do schizmy Focjusza w 861 r.

### Drugie tysiąclecie chrześcijaństwa
Św. Tomasz z Akwinu (ok. 1225–1274) stwierdził, że papież może ogłaszać nowe formuły wiary (ad papam spectat editio symboli). W uzasadnieniu tego twierdzenia papież postrzegany jest przede wszystkim jako głowa i szczyt soboru: jest już przecież sprawą ustaloną, że sobór może wydawać definicje dotyczące wiary. Jednakże sobór zbiera się dzięki autorytetowi papieskiemu i powierdzany jest jego orzeczeniem, dlatego też wszelkie decyzje soboru muszą być zatwierdzone przez papieża i na nim spoczywa najwyższa odpowiedzialność; do niego przynależy finaliter determinare ea quae sunt fidei (w ostatecznej instancji rozstrzyganie w sprawach wiary).
Około 1280 roku Piotr Jan Olivi nauczał, że decyzje papieskie w sprawach wiary lub obyczajów są nieodwołalne i trwałe po wszystkie czasy.
Augustyn Triumphus (zm. 1328) uważał, że relacja pomiędzy papieżem i Kościołem jest jednostronna; od członków głowa nie otrzymuje niczego, ale członki od głowy:

Papież w ten sposób jest głową całego mistycznego ciała Kościoła, że siły i autorytetu nie przydają mu członki, ale zawsze są one pod jego wpływem, ponieważ on jest głową.

Władzę papieską wzmocniła odnowa życia kleru zapoczątkowana na soborze laterańskim I (1123 r.), organizacja wypraw krzyżowych i ogólny wzrost religijności wśród wiernych.
W 1439 r. Sobór florencki określił, że Stolica Apostolska i biskup Rzymu posiadają prymat nad całym światem.

#### Schizma Wschodnia
W 1054 r. doszło do Schizmy Wschodniej. Oprócz wspomnianych powyżej konfliktów z końca pierwszego tysiąclecia, doszukuje się także przyczyn podziału Kościoła w podzieleniu cesarstwa rzymskiego na zachodniorzymskie i wschodniorzymskie, którego dokonał cesarz Teodozjusz I Wielki w 395 r. Zdecydował się na to ze względu na znaczące różnice kulturowe i niemożność zarządzania tak ogromnym organizmem. Zachód był światem łaciny i kultury rzymskiej, zaś na wschodzie dominowała greka i wpływy kultury śródziemnomorskiej.
Początkowo Rzym odgrywał główną rolę, lecz w 330 r. Konstantynopol został mianowany drugą stolicą Cesarstwa rzymskiego, a w 451 r. na soborze chalcedońskim w XXVIII kanonie, który to kanon nie został nigdy zaakceptowany przez papieży, patriarchat zrównano w prawach z papiestwem przy jednoczesnym zachowaniu pierwszeństwa Rzymu.
Sytuacja uległa zaostrzeniu w XI wieku. Był to okres kiedy na zachodzie Europy pojawiły się postulaty uniezależnienia Kościoła od państwa. Budziło to niepokój cesarza bizantyjskiego, który uznawał się przecież za zwierzchnika Kościoła. Papież Leon IX wysłał do Konstantynopola swojego legata, który w odpowiedzi na zamknięcie w stolicy Bizancjum kościołów obrządku łacińskiego wkroczył w lipcu 1054 roku do kościoła Hagia Sofia i złożył na ołtarzu pisma nakładające ekskomunikę na patriarchę Konstantynopola Michała Cerulariusza. Trzeba zauważyć, że działał on na własną rękę, ponieważ w czasie owych wydarzeń papież już nie żył i nie było jego intencją zaostrzenie konfliktu. Legat podjął własną decyzję o ekskomunice, aby sprowokować patriarchę do działania. W odpowiedzi na to patriarcha zwołał synod, na którym spalono ową bullę i zatwierdzono klątwę nałożoną na Kościół rzymski, ostatecznie odrzucając prymat papieża nad Kościołem wschodnim.
W XII wieku Niketas Choniates w Dialogach Anzelma z Havelbergu sformułował greckie zarzuty pod adresem prymatu papieża w ten sposób:

Nie odmawiamy Kościołowi rzymskiemu prymatu wśród siostrzanych [patriarchatów] i uznajemy jego prawo do najzaszczytniejszego miejsca na soborze ekumenicznym. Jednakże odłączył się on od nas przez swą dumę, kiedy uzurpował sobie władzę monarszą, która nie była przynależna jego urzędowi, a biskupów i Kościoły Wschodu i Zachodu podzielił według podziału cesarstwa... Choć w wierze nie jesteśmy odłączeni od Kościoła rzymskiego, to jednak ponieważ obecnie nie obchodzimy uroczyście wspólnie z nim żadnych soborów, jak możemy akceptować jego postanowienia, które zostały wydane bez zasięgnięcia naszej opinii, a nawet bez naszej wiedzy? Jeśli rzymski arcykapłan z wysokości swego chwalebnego tronu chce rzucać na nas gromy i że tak powiem, ciskać na nas z wysokości swe rozkazy i jeśli chce osądzać nas, a nawet rządzić nami i naszymi Kościołami nie w porozumieniu z nami, lecz według swego arbitralnego upodobania – jakiż to może być rodzaj braterstwa, czy nawet ojcostwa? Kto kiedykolwiek mógłby cierpliwie znosić coś takiego? Wolnością cieszyłby się tylko Kościół rzymski, ustanawiający prawo dla wszystkich innych, a sam stałby poza prawem. Bylibyśmy niewolnikami, a nie synami takiego Kościoła, a stolica rzymska byłaby nie zbożną matką swych synów, lecz surową i władczą panią swych niewolników. Na co jeszcze wiedza biblijna, duchowa uczoność, studia teologiczne i szlachetna wiedza Greków? Biskup rzymski, który stoi nad wszystkimi, sam na mocy swego autorytetu uczyniłby to wszystko próżnym i obrócił wniwecz. Niech więc będzie jedynym biskupem, jedynym nauczycielem, jedynym praeceptorem. Niech sam zdaje sprawę przed Bogiem, jako jedynym dobrym pasterzem, za wszystko, co zostało mu powierzone!

W czasie Soboru Lyońskiego II (1274) za pontyfikatu bł. Grzegorza X (1271-1276) została zawarta krótkotrwała unia Kościoła Zachodniego ze Wschodnim. Cesarz bizantyjski Michał VIII Paleolog (1261-1282) złożył wtedy wyznanie wiary, w którym uznał najwyższy i pełny prymat Stolicy Apostolskiej nad całym Kościołem.
W dobie sporów politycznych z królem Francji Filipem IV papież Bonifacy VIII (1294-1303) wydał bullę doktrynalną Unam sanctam, w której zdefiniował naukę o prymacie papieskim nad całym Kościołem:

Wiara składnia nas do utrzymywania i wyznawania, że jest jeden święty Kościół katolicki i apostolski. My w niego wierzymy mocno i tę wiarę bez zastrzeżenia wyznajemy. Poza nim nie ma zbawienia ani odpuszczenia grzechów (...) Jedna przecież była arka Noego w czasie potopu, symbolicznie zapowiadająca jeden Kościół. Wymierzona jedną miarą, jednego miała sternika i rządcę, Noego. Poza nią wszystko, co istniało – jak czytamy – zostało zniszczone. (...) Kościół jeden jedyny ma jedno ciało i jedną głowę, nie dwie głowy jak potwór. Ta głowa to właśnie Chrystus i Piotr, Jego następca, a także następca Piotra (...) Jeżeli zatem Grecy lub inni mówią, że nie zostali powierzeni Piotrowi i jego następcom, to muszą przyznać, iż sami nie są z owiec Chrystusa (...) oznajmiamy, twierdzimy, określamy i ogłaszamy, że posłuszeństwo Biskupowi Rzymskiemu jest konieczne dla osiągnięcia zbawienia.

Druga (również krótkotrwała) unia z prawosławnymi została zawarta na Soborze Florenckim (1438-1447) za pontyfikatu Eugeniusza IV (1431-1447).
W dekrecie dla Greków Laetantur caeli z 6 lipca 1439 r. prawosławni biskupi, z wyjątkiem jednego – Marka Eugenikosa – uznali prymat i pełną władzę papieża rzymskiego.

#### Schizma Zachodnia
Spory wokół prymatu odżyły podczas Schizmy Zachodniej na przełomie XIV/XV w., gdy wskutek intryg różnych dworów królewskich pojawiło się w tym samym czasie kilku papieży. Sprawa znalazła swój finał na Soborze w Konstancji. Przyczyn wielkiej schizmy zachodniej upatruje się w roli politycznej kolejnych biskupów Rzymu.
W 756 roku Pepin po zwycięstwie nad Longobardami nadał następcy św. Piotra ziemie tworząc Państwo Kościelne, powiększone następnie w 787 przez Karola Wielkiego. Tym samym papież stał się już nie tylko władcą duchowym, lecz również monarchą świeckim. Po roku 800, w którym papież Leon III, aby zapobiec wpływom cesarzy bizantyjskich (popierających ikonoklazm i ciągle próbujących podporządkować sobie Kościół) w Europie, koronował Karola Wielkiego na cesarza, stopniowo wzrasta polityczna rola biskupa Rzymu na starym kontynencie. Papież znalazł się w bardzo przychylnej sytuacji. Praktycznie pozbył się wpływów cesarza bizantyńskiego, a koronację cesarza na Zachodzie uzależnił od siebie. Dodatkowo jeszcze do wzmocnienia roli papieża przyczynił się rozpad państwa Karolingów.
Po przekazaniu korony cesarskiej władcom niemieckim (962) niejednokrotnie dochodziło do sporów kompetencyjnych na linii papież – cesarz, które czasem kończyły się usunięciem papieża siłą z urzędu i powołaniem nowego. Szczególna sytuacja pokazująca ogromną władzę papieża miała miejsce w Wielkim Poście 1076 Papież Grzegorz VII broniąc prawowitego biskupa mediolańskiego i swojego prawa do nadawania urzędów kościelnych obłożył cesarza Henryka IV klątwą i zwolnił poddanych ze złożonej mu przysięgi wierności. Spór o inwestyturę ostatecznie zakończył się niekorzystnie dla papieża, który 8 lat później musiał opuścić Rzym, lecz pokazał, że papież może zmusić cesarza do wielkiego upokorzenia. Aby uzyskać przebaczenie, trzy dni stał on w zimie przed zamkiem, w którym papież przebywał.
Klemens V, będący w czasie konklawe poza granicami Państwa Kościelnego, po wyborze w 1309 nie pojechał od razu do Rzymu, a kilka lat później nie mógł tam się udać z powodu najazdu Henryka VII. Osiadł więc na stałe w Awinionie. Kolejni papieże (z narodowości Francuzi) też to miasto wybrali za swoją siedzibę i pozostawali tam, aż do 1377, gdy Grzegorz XI za namową Katarzyny ze Sieny powrócił do Rzymu. Okres ten nazywany jest Niewolą Awiniońską. W tym czasie papiestwo uwolniło się od protektoratu cesarza, wpadło jednak w okręg wpływów Francji (czego przykładem jest rozwiązanie zakonu templariuszy). Pomimo iż był to czas, w którym, z powodu dużego rozluźnienia moralnego w otoczeniu papieża, autorytet głowy Kościoła upadł, wzmocniła się realnie władza następcy św. Piotra. Rozwinęła się Kuria (m.in. powstanie Roty) i fiskalizm kościelny (m.in. świętopietrze).
Wybrany po śmierci Grzegorza XI, Urban VI nie spodobał się części kardynałów i jeszcze tego samego roku (1378) wybrano drugiego papieża, który przyjął imię Klemensa VII i wybrał Awinion na swoją siedzibę. Papieże, którzy siebie wzajemnie (i wiernych przeciwnikowi kardynałów) obłożyli ekskomunikami, zaczęli szukać poparcia w całej Europie, przez co podzieliła się ona na dwa obozy (na prawie 30 lat). Od początku schizmy zaczęły wśród teologów odżywać poglądy Marsyliusza i Ockhama, że sobór ma władzę nad papieżem. Pierwsza próba wprowadzenia koncyliaryzmu w życie okazała się nieudana. Na zwołany w 1409 sobór w Pizie przyjechało niewielu kardynałów (gdyż urzędujący papieże w tym czasie zwołali swoje sobory) a wybrany przez nich Aleksander V okazał się trzecim antypapieżem. Dopiero zwołany przez Jana XXIII sobór w Konstancji, na który przyjechali wszyscy trzej papieże (Jan XXIII, Benedykt XIII i Grzegorz XII) zdołał doprowadzić do jedności. Pomimo różnych opcji na soborze zmuszono antypapieży do porzucenia swoich roszczeń i w 1417 r. papieżem wybrano Marcina V.

#### Reformacja
Jedność po zakończeniu schizmy zachodniej nie trwała długo, bowiem już na przełomie kolejnego stulecia wybuchła Reformacja (1517). Reakcją na nią był Sobór trydencki (1545–1563), którego odnowa Kościoła katolickiego zaowocowała wzmocnieniem roli biskupa Rzymu.

#### Dogmat o nieomylności
Rozwinięciem doktryny prymatu Piotrowego był dogmat o nieomylności papieża ogłoszony w roku 1870 na soborze watykańskim I:

Nauczanie nieomylne jest wtedy, gdy biskup rzymski występuje jako Pasterz Całego Kościoła, do całego Kościoła, w sprawach wiary i moralności z intencją expressis verbis określenia danej kwestii w sposób ostateczny (por. KPK 1983, Kan 749 § 1).

## Spojrzenie współczesne

### Katolicyzm
Prymat piotrowy przysługujący biskupowi Rzymu został ukazany w zupełnie nowym świetle w wypowiedziach soboru watykańskiego II na temat kolegialności biskupów. Szczególnie mówi o tym numer 22 Konstytucji dogmatycznej o Kościele Lumen gentium. Na Soborze doszło do przejścia od eklezjologii jurysdykcyjnej, według której władza pasterska jest udzielana poszczególnym biskupom przez papieża, do eklezjologii kolegialnej, gdzie kolegialność jest rozumiana jako uczestniczenie każdego biskupa, na mocy święceń, w misji wszystkich biskupów, we wspólnocie z nimi. Posługa wykonywana przez biskupa diecezjalnego nauczania i kierowania kościołem lokalnym z natury swojej może być wykonywana tylko w hierarchicznej wspólnocie (communio) z Głową Kolegium i z jego członkami (Lumen Gentium, 21).
Mówi o tym także Katechizm Kościoła katolickiego. Doktryna o pierwszeństwie papieża jest łączona z nauką o kolegialności biskupów. „Biskup Rzymu, jako następca św. Piotra, jest trwałym i widzialnym źródłem jedności zarówno biskupów, jak rzesz wiernych” (KK 23). Kodeks Prawa Kanonicznego stwierdza, że Biskup Kościoła Rzymskiego jako zastępca Chrystusa na ziemi posiada najwyższą, pełną, bezpośrednią i powszechną władzę zwyczajną w Kościele (KPK 331). W Encyklice Ut unum sint papież Jan Paweł II zachęcał do rozważań na temat prymatu.
Papież Franciszek w homilii wygłoszonej 19.03.2013 r. przedstawił następującą wizję władzy papieskiej:

Dzisiaj wraz z uroczystością świętego Józefa obchodzimy początek posługi nowego biskupa Rzymu, następcy Piotra, która pociąga za sobą także pewną władzę. Oczywiście Jezus Chrystus dał władzę Piotrowi, ale o jaką władzę chodzi? Po potrójnym pytaniu Jezusa do Piotra o miłość następuje potrójne zaproszenie: Paś baranki moje, paś owce moje. Nigdy nie zapominajmy, że prawdziwą władzą jest służba i że także papież, by wypełniać władzę, musi coraz bardziej wchodzić w tę posługę, która ma swój świetlisty szczyt na krzyżu, musi spoglądać na pokorną, konkretną, pełną wiary posługę św. Józefa i tak jak on otwierać ramiona, aby strzec całego ludu Bożego i przyjąć z miłością i czułością całą ludzkość, zwłaszcza najuboższych, najsłabszych, najmniejszych, tych, których św. Mateusz opisuje w Sądzie Ostatecznym z miłości: głodnych, spragnionych, przybyszów, nagich, chorych, w więzieniu (por. Mt 25,31-46). Tylko ten, kto służy z miłością, potrafi strzec!

### Starokatolicyzm
Kościoły starokatolickie powstały w konsekwencji ogłoszenia dogmatu o nieomylności i powszechnej władzy papieża. Starokatolicy, uznając ważną, historyczną rolę biskupa Rzymu nie zgadzają się z roszczeniami watykańskimi i centralizacją Kościoła. Ogłoszenie dogmatu o nieomylności papieża zostało uznane przez starokatolików za odejście od „starego katolicyzmu” (stąd wywodzi się nazwa ruchu starokatolickiego) a wprowadzenie nowej katolickiej eklezjologii.
W punkcie 2 Deklaracji Utrechckiej Kościołów starokatolickich czytamy:

Odrzucamy watykańskie dekrety z 18 lipca 1870 roku o nieomylności i uniwersalnej jurysdykcji, czyli kościelnej wszechwładzy papieża rzymskiego, gdyż są one sprzeczne z wiarą starego Kościoła i burzą ustrój starokościelny. Nie przeszkadza nam to jednak w uznaniu historycznego prymatu, tak jak kilka Soborów ekumenicznych i Ojcowie starego Kościoła przyznawali go biskupowi Rzymu jako primus inter pares za zgodą całego Kościoła pierwszego tysiąclecia.

### Prawosławie
Poglądy hierarchów i teologów prawosławnych są zróżnicowane. Paul Evdokimov (1901–1970) twierdził, że tekst Mt 16,17-19 bynajmniej nie oznacza, że Chrystus uczynił Piotra prymasem Kościoła powszechnego, jako biskupa nad biskupami, z władzą nad całym Kościołem:

Można najwyżej powiedzieć – i to jest rzecz najważniejsza – że poza godnością apostoła i świadka Pan czyni św. Piotra pierwszym biskupem, pełnym potwierdzeniem tchnienia Ducha Świętego (por. J 20,22).

Evdokimov podkreślał, że nie należy zacierać różnicy między pojęciami biskupa i apostoła, m.in. dlatego, że biskup ma swą siedzibę, swe terytorium, nad którym roztacza jurysdykcję, a apostoł jest posługą wędrowną. Według tego teologa:

Chrystus zakłada Kościół na Piotrze jako na pierwszym biskupie-przewodniczącym Wieczerzy Pańskiej i pierwszym przejawie powszechnego fundamentu episkopatu apostolskiego. Dzięki temu każdy biskup Jerozolimy, Aleksandrii, Antiochii, Konstantynopola i wszelkiej diecezji jest następcą św. Piotra i posiadaczem apostolskiej władzy sprawowania Eucharystii. Jest to wypadek św. Cypriana, który uważał się w Kartaginie za następcę cathedra Petri, co określa biskupa przede wszystkim jako tego, który ma władzę sprawowania Eucharystii (M.Kabasillas mówi: „Piotr jest nauczycielem świata, papież jest biskupem Rzymu”).

Patriarcha Bartłomiej I w rozmowie z francuskim teologiem prawosławnym Olivierem Clement (1921–2009), podszedł do kwestii Prymatu Piotrowego historycznie. W wiekach przed wielką schizmą – kiedy Kościół był jeszcze niepodzielony – organizował się, zgodnie z eklezjologią wspólnoty, w sposób naturalny wokół pentarchii pięciu stolic patriarszych, w której Rzym i Konstantynopol były uznanymi ośrodkami jedności. Prymat Piotrowy był uznawany przez Wschód – jako przykład patriarcha Bartłomiej podał przyjęcie przez Wschód kanonów synodu w Sardyce, włączając prawo Rzymu do kasacji postanowień synodu wobec lokalnego biskupa. Dlatego należy stwierdzić, że:

Na pewno Wschód i Zachód nie interpretowały prymatu w taki sam sposób, ale cud jedności zawsze w końcu przeważał – duch komunii, która powinna łączyć Kościoły, jak mówił św. Ambroży, czy owej fidelium universitas – jak pisał święty Leon Wielki papież.

W podsumowaniu noty II O relacji między papieżem i Soborem, umieszczonej pod rozmową z patriarchą na temat ekumenizmu stwierdzono, że zarówno prawosławie, jak i katolicyzm powinny powrócić do sposobu formułowania Prymatu Piotrowego na sposób jak czyniono to w okresie pierwszych siedmiu Soborów powszechnych, czyli do Soboru nicejskiego II (787):

Wschód nie znał takiej formy prymatu rzymskiego, jaki przyjęto na Zachodzie po reformie gregoriańskiej oraz po Soborze trydenckim, i zapewne musiał go odrzucać. Ten prymat w swej pierwotnej postaci był uznawany i realizowany na Wschodzie w czasach soborów ekumenicznych. Pojawiały się zarysy teorii, które były sobie przeciwstawne, ale życie Kościoła zawsze wykraczało poza teorie. W gruncie rzeczy nikt nie mógł przeciąć sprawy. Każdy uważał, że ma ostatnie słowo, a więc nikt go nie miał, z wyjątkiem Ducha Świętego. Dzisiaj musimy się zastanowić, wychodząc poza przeciwstawne sobie sformułowania, nad doświadczeniem eklezjalnym epoki, w której napięć nie rozstrzygano ani przeciwko papieżowi, ani przeciwko soborowi, lecz po prostu inaczej.

### Protestantyzm
Główna debata między katolikami, a protestantami koncentruje się na słowach Jezusa skierowanych do Piotra: Tobie dam klucze Królestwa Niebieskiego. Cokolwiek zwiążesz na ziemi będzie związane i w Niebie, a cokolwiek rozwiążesz na ziemi, będzie rozwiązane i w Niebie. Protestanci negują związek św. Piotra z pierwszym papieżem. Obydwa nurty kościołów protestanckich – ewangelikalizm oraz ewangelicyzm jako zwierzchnika/głowę Kościoła wskazują wyłącznie Jezusa.

### Inni
Świadkowie Jehowy nauczają, że Piotrowi nie należy się prymat, ponieważ klucze Królestwa Niebieskiego, które otrzymał były jedynie kluczami poznania, nie zaś władzy.